# Trifolium leibergii
Trifolium leibergii là một loài thực vật có hoa trong họ Đậu. Loài này được A.Nelson & J.F.Macbr. miêu tả khoa học đầu tiên.